# Aspria Tennis Cup 2023
L'Aspria Tennis Cup 2023 è stato un torneo maschile di tennis giocato sulla terra rossa. È stata la 17ª edizione del torneo, facente parte della categoria Challenger 75 nell'ambito dell'ATP Challenger Tour 2023. Si è giocato all'Aspria Harbour Club Milano di Milano, in Italia, dal 3 al 9 luglio 2023.

## Partecipanti

### Teste di serie
| Nazionalità | Giocatore              | Ranking* | Testa di serie |
| ----------- | ---------------------- | -------- | -------------- |
| Argentina   | Facundo Díaz Acosta    | 114      | 1              |
| Cile        | Cristian Garín         | 124      | 2              |
| Francia     | Hugo Grenier           | 129      | 3              |
| Argentina   | Thiago Agustín Tirante | 132      | 4              |
| Italia      | Raul Brancaccio        | 135      | 5              |
| Italia      | Francesco Passaro      | 148      | 6              |
| Italia      | Francesco Maestrelli   | 149      | 7              |
| Italia      | Flavio Cobolli         | 150      | 8              |

* Ranking al 26 giugno 2023.

### Altri partecipanti
I seguenti giocatori hanno ricevuto una wild card per il tabellone principale:
- Enrico Dalla Valle
- Gianmarco Ferrari
- Edoardo Lavagno

Il seguente giocatore è entrato in tabellone con il ranking protetto:
- Pablo Cuevas

I seguenti giocatori sono passati dalle qualificazioni:
- Michael Vrbenský
- Marcello Serafini
- Alexander Weis
- Federico Iannaccone
- Francesco Forti
- Giovanni Oradini

## Punti e montepremi
| Torneo    | Torneo              | V     | F     | SF    | QF    | 2T    | 1T  | Q | Q2  | Q1  |
| Singolare | Punti               | 75    | 50    | 30    | 16    | 7     | 0   | 4 | 2   | 0   |
| Singolare | Premi in denaro (€) | 9 880 | 5 820 | 3 450 | 2 000 | 1 165 | 720 | – | 360 | 185 |
| Doppio    | Punti               | 75    | 50    | 30    | 16    | –     | 0   | – | –   | –   |
| Doppio    | Premi in denaro (€) | 4 250 | 2 450 | 1 480 | 880   | –     | 500 | – | –   | –   |

## Campioni

### Singolare
Facundo Díaz Acosta ha sconfitto in finale  Matteo Gigante con il punteggio di 6–3, 6–3.

### Doppio
Jonathan Eysseric /  Denys Molčanov hanno sconfitto in finale  Théo Arribagé /  Luca Sanchez con il punteggio di 6–2, 6–4.